# Make Me Shine
Make Me Shine è un singolo del gruppo musicale inglese Echo & the Bunnymen, pubblicato il 27 agosto 2001 come secondo e ultimo estratto dall'album Flowers.
Raggiunse il numero 84 della classifica britannica e venne distribuito in tiratura limitata a 4000 copie.
Inizialmente era previsto che doveva essere il primo singolo estratto dall'album Flowers, ma è stato cambiato e It's Alright è uscito prima.

## Tracce
1. Make Me Shine - 3:29 (McCulloch, Sergeant)
2. Ticket to Ride - 3:21 (Lennon, McCartney)
3. Nothing Lasts Forever (Acoustic) - 3:33 (McCulloch, Sergeant, Pattinson)

## Classifica
| Classifica (2001) | Posizione massima | Settimane in classifica |
| ----------------- | ----------------- | ----------------------- |
| Regno Unito       | 84                | 1                       |